# Massimo Rivola

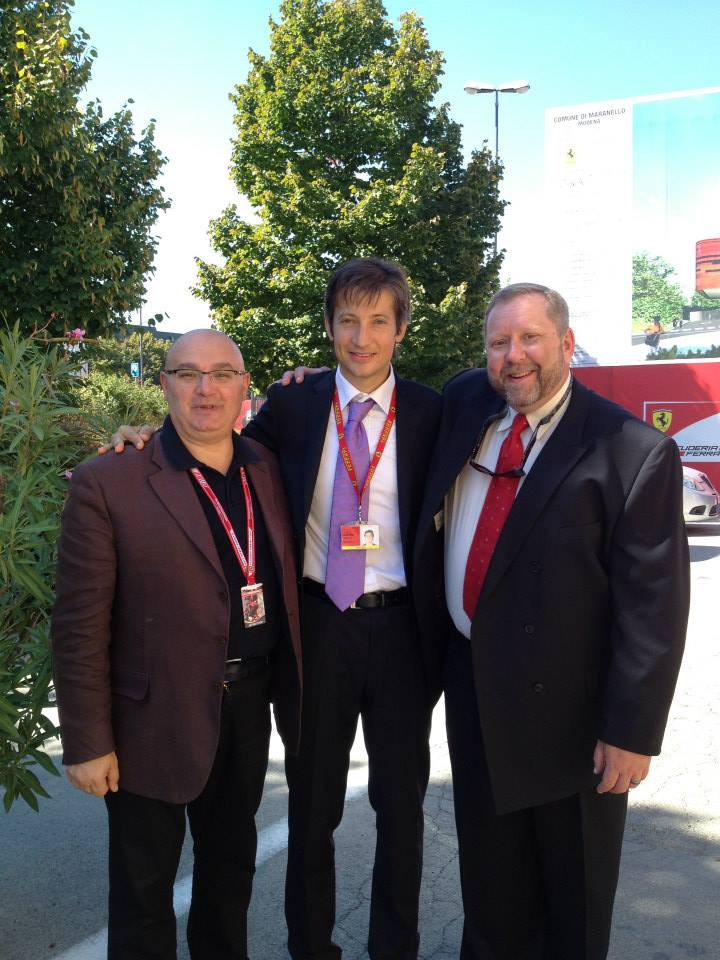
Massimo Rivola (Mitte) 2013

Massimo Rivola (* 7. Dezember 1971 in Faenza) ist ein italienischer Motorsportfunktionär und der aktuelle sportliche Leiter für Aprilia in der MotoGP.

## Karriere

### Automobilsport
Massimo Rivola studierte Betriebswirtschaftslehre an der Universität Bologna und war von 1998 weg zehn Jahre bei Minardi tätig. Für den italienischen Formel-1-Rennstall arbeitete er erst in der Marketing-Abteilung, kümmerte sich um die Anliegen der Sponsoren und stieg 2003 zum stellvertretenden Manager und Sportdirektor auf. Nach der Übernahme von Minardi durch die Red Bull GmbH 2005 und der Umbenennung des Teams in Scuderia Toro Rosso blieb er bis 2008 in der angestammten Funktion. 2009 wechselte er zur Scuderia Ferrari und bekleidete dort die Position eines Sportdirektors.

### Motorradsport
2019 wechselte er zu Aprilia in die MotoGP.